# Dinastia XXVIII d'Egipte
La dinastia XXVIII  d'Egipte transcorre l'any 404 al 399 aC
Aquesta dinastia va tenir un sol governant, Amirteu II (Amirtaeus), que era descendent dels reis saita de la dinastia XXVI. Amirteu va dirigir una rebel·lió contra Artaxerxes II, triomfant en part d'Egipte, encara que no va arribar a controlar molt territori. Es coneix molt poc del seu regnat, que va durar sis anys, i no s'han trobat monuments de la seva època. La seva mort es registra en el  papir arameu  de Brooklyn.
Juntament amb les dinasties XXVI, XXVII, XXIX, XXX i XXXI constitueix el període tardà d'Egipte.

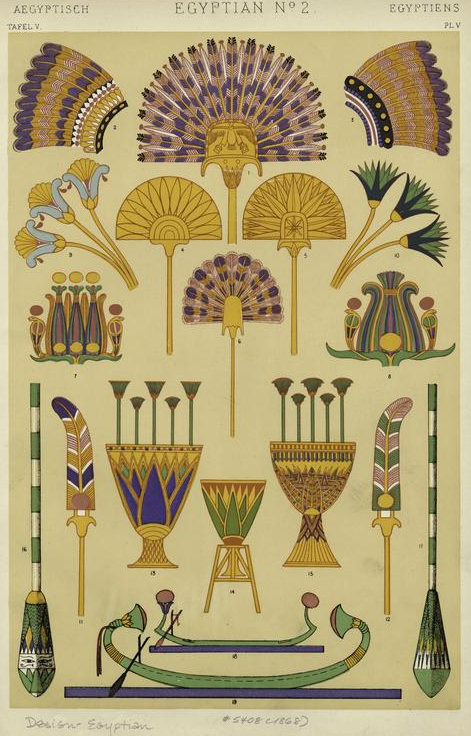
Art egipci.

## Faraons de la dinastia XXVIII d'Egipte
| Nom        | Comentaris                             | Regnat     |
| ---------- | -------------------------------------- | ---------- |
| Amirteu II | Va vèncer els ocupants perses d'Egipte | 404-399 aC |

## Cronologia de la dinastia XXVIII
Cronologia estimada pels egiptòlegs:
- Únic faraó:  Amirteu II , 405/401 - 399 aC[2]